# Gornja Vežica
Vežica je mjesni odbor grada Rijeke.

## Zemljopis
Kvart Vežica se nalazi na istoimenom bržuljku u sjeveroistočnom dijelu Sušaka, sjeverno se nalazi dolina Sušačke Drage, ist. je Trsat, jugozap. Vojak a južno Podvežica.

## Vijeće mjesnog odbora
Vijeće mjesnog odbora sastoji se od 7 članova, Sjedište mjesnog odbora nalazi se u Hrvatskom domu Vežica.

## Povijest
Sušačko naselje Vežica izgrađeno je na goleti brda Vežica u prosperitetno vrijeme socijalizma.
Zbog planiranog uništenja parka u samom naselju izgradnjom crkve došlo je do velike pobune Vežičana te do potpisivanja peticije za očuanje parka.
Tijekom 2004. godine pri Mjesnom odboru Gornja Vežica konstituirano je 5 pododbora među kojima je i Poučna staza Sveti Križ. Poučna staza Sveti Križ zamišljena je kao dio već postojećeg projekta parka na Svetom Križu u naselju Gornja Vežica. Uz postojeći Hrvatski dom Vežica planira se izgradnja crkve svete Ane te rekonstrukcija Hrvatskog doma Vežica. Budući kompleks trebao bi postati društveno, kulturno, upravno i vjersko okupljalište više od 7 tisuća stanovnika Gornje Vežice. Osim crkve, kompleks predviđa višenamjensku postojeću dvoranu, ogranak Gradske knjižnice, prostorije Mjesnog odbora, društvene prostore, ugostiteljski objekt, parkirna mjesta te uređenje postojećeg parka. Zbog planiranog uništenja parka u samom naselju izgradnjom crkve došlo je do velike pobune Vežičana te do potpisivanja peticije za očuanje parka pa je crkva izgrađena na još goroj lokaciji, na igralištu O.Š.

## Spomenici i znamenitosti
-Astronomski centar Rijeka

## Obrazovanje
- Osnovna škola Gornja Vežica

## Sport
- Boćarski klub Vežica
- Ženski odbojkaški klub "Gornja Vežica"
- Muški odbojkaški klub "Gornja Vežica"

## Vanjske poveznice
- http://www.rijeka.hr/GornjaVezica  Arhivirana inačica izvorne stranice od 28. rujna 2012. (Wayback Machine)
- Interaktivni zemljovid mjesnog odbora Gornja Vežica[neaktivna poveznica]